# Becky Hammon
Becky Hammon, född den 11 mars 1977 i Rapid City, USA, är en amerikansk-rysk basketspelare som var med och tog OS-brons 2008 i Peking. Detta var andra gången i rad som Ryssland tog bronsmedaljen i damklassen vid de olympiska baskettävlingarna sedan Sovjettiden. I WNBA har hon spelat för New York Liberty (1999–2006) och San Antonio Silver Stars (2007–idag).